# فتح‌آباد سفلی (شیراز)
فتح‌آباد سفلی (شیراز)، روستایی از توابع بخش ارژن شهرستان شیراز در استان فارس ایران است.

## جمعیت
این روستا در دهستان کوه مره سرخی قرار دارد و براساس سرشماری مرکز آمار ایران در سال ۱۳۸۵، جمعیت آن ۲۰۸ نفر (۴۴خانوار) بوده‌است.